# Дамфлос
Дамфлос (нім. Damflos) — громада в Німеччині, розташована в землі Рейнланд-Пфальц. Входить до складу району Трір-Саарбург. Складова частина об'єднання громад Гермескайль.
Площа — 5,31 км2. Населення становить 627 ос. (станом на 31 грудня 2020).